# Pierre-Luc Dusseault
Pour les articles homonymes, voir Dusseault.
Pierre-Luc Dusseault, né le 31 mai 1991 à Granby, est un homme politique québécois.
Il représente la circonscription de Sherbrooke à la Chambre des communes du Canada sous la bannière du Nouveau Parti démocratique du 2 mai 2011 jusqu'au 21 octobre 2019. Lors de l'élection de 2011, il devient le plus jeune député à siéger à la Chambre des Communes de l'histoire canadienne, étant élu pour la première fois à l'âge de 19 ans et 11 mois. 

## Biographie
Né le 31 mai 1991 à Granby, Pierre-Luc Dusseault, après ses études secondaires à Granby, poursuit au Cégep de Sherbrooke et obtient un diplôme d'études collégiales en sciences humaines, avec une spécialisation en études internationales.
Il poursuit ensuite des études en politiques appliquées à l'Université de Sherbrooke. Très marqué et inspiré par Jack Layton, il co-fonde et devient président du Regroupement étudiant néo-démocrate de l'Université de Sherbrooke, affilié aux Jeunes néo-démocrates du Québec. Il occupe, peu de temps après, la présidence de l’Association du NPD de la circonscription fédérale de Sherbrooke.
Il se porte candidat aux élections fédérales de 2011, contre toute attente, la « vague orange » le pousse à défaire le député sortant du Bloc québécois, Serge Cardin, avec une majorité de 3 750 voix. Le 2 mai 2011, il devient alors le plus jeune député de l'histoire du Canada. À la suite de son élection, il indique en entrevue qu'il suspendrait ses études jusqu'à la fin de sa carrière politique. 
Pierre-Luc Dusseault sollicite un second mandat auprès de ses électeurs le 19 octobre 2015. Il remporte l'élection devant le candidat libéral, Tom Allen et la candidate du Bloc québécois, Caroline Bouchard. Aux élections suivantes en 2019, cependant, il est battu de peu par la candidate libérale Élisabeth Brière.
À la suite de sa défaite, il devient d'abord conseiller en développement économique et aux communications pour la municipalité de Lambton en 2021, et exclut un retour en politique avant trois ans. En mai 2023, il annonce se lancer dans la distillerie artisanale dans sa ville de Sherbrooke.
Il fait son retour en politique en juin 2025, annonçant sa candidature pour Sherbrooke Citoyen dans le district des Quatre-Saisons dans le cadre des élections municipales de novembre 2025.

### Carrière politique

#### 41elégislature du Parlement du Canada
Lors de son premier mandat de député, Pierre-Luc Dusseault se voit confier d'importantes responsabilités au sein des instances parlementaires. En avril 2012 on lui confie la présidence du Comité permanent de l'accès à l'information, de la protection des renseignements personnels et de l'éthique, et ce jusqu'en septembre 2013. Il occupe de nouveau le siège de président de ce comité de février à août 2015. Entretemps, on lui confie le poste de président du Comité permanent des opérations gouvernementales et des prévisions budgétaires.  
En mai 2014, il est élu vice-président du caucus fédéral des jeunes néo-démocrates.

#### 42elégislature du Parlement du Canada
Le Nouveau Parti démocratique ne forme plus l'opposition officielle après l'élection de 2015. Pierre-Luc Dusseault n'a donc pas l'occasion d’être président d'un comité. Il est cependant vice-président du Comité mixte permanent d'examen de la réglementation et du Comité permanent des finances. Il est aussi porte-parole adjoint de son parti pour les finances.